# Оджас (Флорида)
Оджас (англ. Ojus) — переписна місцевість (CDP) в США, в окрузі Маямі-Дейд штату Флорида. Населення — 19 673 особи (2020).

## Географія
Оджас розташований за координатами 25°57′22″ пн. ш. 80°10′1″ зх. д. / 25.95611° пн. ш. 80.16694° зх. д. (25.956085, -80.166873).  За даними Бюро перепису населення США в 2010 році переписна місцевість мала площу 8,19 км², з яких 6,85 км² — суходіл та 1,34 км² — водойми.

## Демографія
Згідно з переписом 2010 року, у переписній місцевості мешкало 18 036 осіб у 7121 домогосподарстві у складі 4679 родин. Густота населення становила 2201 особа/км².  Було 8146 помешкань (994/км²).
Расовий склад населення:
| - 81,2 % — білих - 10,1 % — чорних або афроамериканців - 2,1 % — азіатів - 0,1 % — корінних американців - 3,6 % — осіб інших рас |

До двох чи більше рас належало 2,9 %. Частка іспаномовних становила 44,2 % від усіх жителів.
За віковим діапазоном населення розподілялося таким чином: 21,9 % — особи молодші 18 років, 63,2 % — особи у віці 18—64 років, 14,9 % — особи у віці 65 років та старші. Медіана віку мешканця становила 41,6 року. На 100 осіб жіночої статі у переписній місцевості припадало 90,0 чоловіків;  на 100 жінок у віці від 18 років та старших — 85,1 чоловіків також старших 18 років.
Середній дохід на одне домашнє господарство  становив 77 744 долари США (медіана — 44 679), а середній дохід на одну сім'ю — 97 831 долар (медіана — 60 518). Медіана доходів становила 42 667 доларів для чоловіків та 35 074 долари для жінок. За межею бідності перебувало 15,9 % осіб, у тому числі 19,9 % дітей у віці до 18 років та 11,9 % осіб у віці 65 років та старших.
Цивільне працевлаштоване населення становило 9306 осіб. Основні галузі зайнятості: освіта, охорона здоров'я та соціальна допомога — 18,0 %, науковці, спеціалісти, менеджери — 15,8 %, мистецтво, розваги та відпочинок — 14,1 %, роздрібна торгівля — 13,7 %.